# Wiesław Bednarek
Ryszard Wiesław Bednarek (ur. 25 stycznia 1950 w Sieradzu, zm. 22 lipca 2024) – polski śpiewak operowy, (baryton). Wieloletni solista Teatru Wielkiego – Opery Narodowej, wieloletni pedagog Akademii Muzycznej w Bydgoszczy, profesor sztuk muzycznych, zasłużony dla polskiej kultury.

## Życiorys

### Wykształcenie
Dzieciństwo i młodość spędził w Zduńskiej Woli, gdzie skończył Technikum Mechaniczne. Ukończył magisterskie studia dziennikarskie na Wydziale Dziennikarstwa i Nauk Politycznych Uniwersytetu Warszawskiego, Podyplomowe Studium Administracji na Wydziale Prawa i Administracji Uniwersytetu Warszawskiego oraz – podyplomowo – biznes i zarządzanie w Międzynarodowej Szkole Menedżerów w Warszawie.
Studiował na Wydziale Wokalnym Państwowej Wyższej Szkoły Muzycznej w Warszawie w klasie śpiewu prof. Kazimiery Goławskiej.
Miał tytuł naukowy prof. zw. doktora habilitowanego, a obszerne fragmenty jego pracy doktorskiej zostały opublikowane w książce: Stanisław Moniuszko i jego podlaski rodowód – we współautorstwie z historykiem, prof. Józefem Maroszkiem.

### Kariera

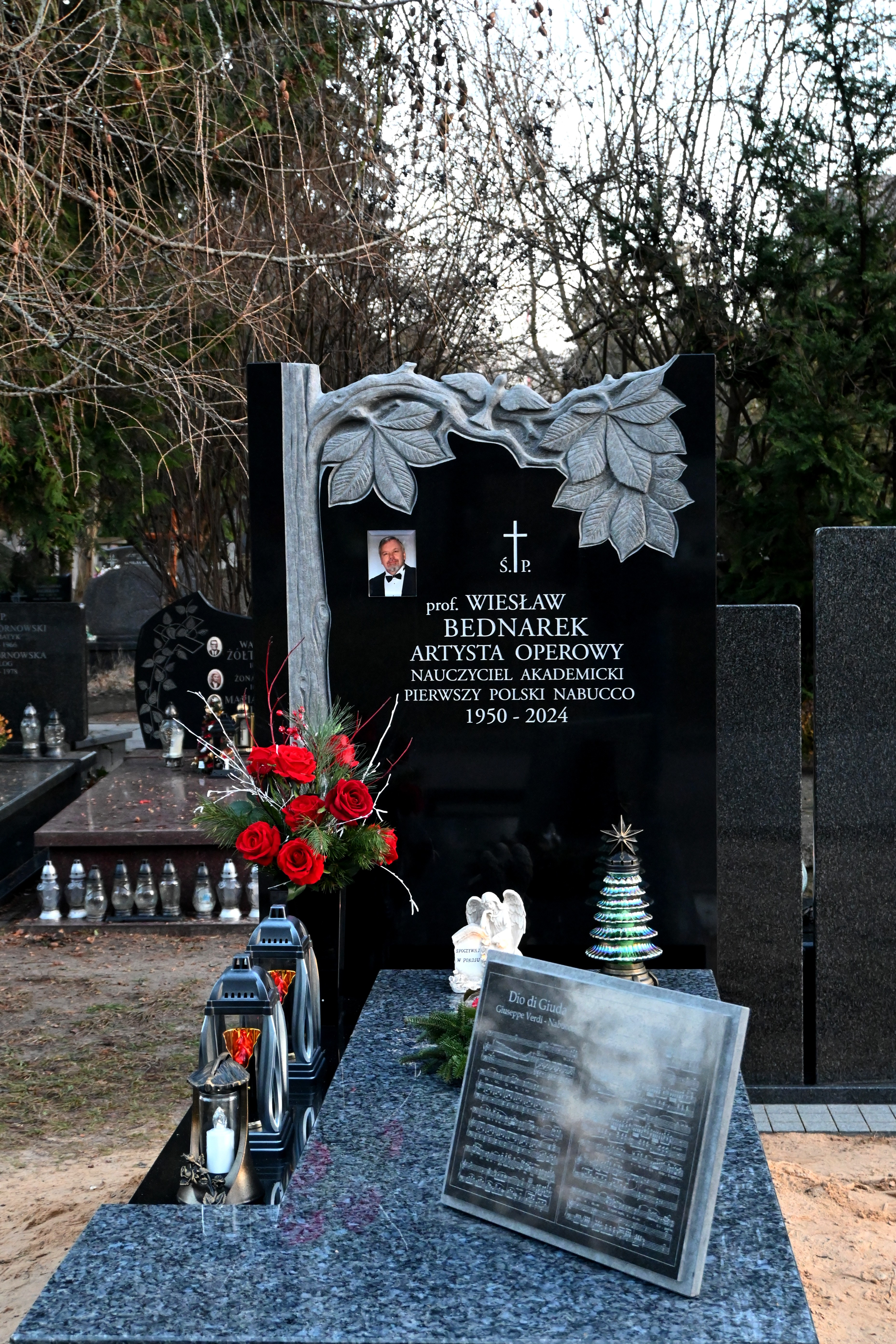
Grób Wiesława Bednarka na Cmentarzu Wojskowym na Powązkach w Warszawie

W trakcie nauki w technikum śpiewał amatorsko, najpierw w zespole Pro publico bono przy Spółdzielczym Domu Kultury, a później w zespole Miejskiego Domu Kultury. Po sukcesach na festiwalach piosenki amatorskiej został namówiony przez znanych muzyków do studiów wokalnych. W latach 1973–1979 został solistą Opery Śląskiej w Bytomiu (1977) oraz Teatru Wielkiego w Warszawie, gdzie do 2000 roku był pierwszoplanowym barytonem. W latach 1979–1985 był równocześnie solistą Teatru Wielkiego w Łodzi.
Podczas wieloletniej kariery wystąpił w niemalże tysiącu przedstawień na deskach macierzystego Teatru Wielkiego – Opery Narodowej w Warszawie, śpiewając największe role barytonowe światowego repertuaru operowego, jak np. tytułowe role w operach Verdiego: Nabucco, Makbet czy Rigoletto, wielokrotnie uczestnicząc w premierowych spektaklach. 
Jest pierwszym odtwórcą roli Nabucco w Polsce (Opera Śląska – 1983).
Występował również na deskach zagranicznych teatrów, takich jak np. Teatr Bolszoj w Moskwie, Staatsoper w Wiedniu, Komische i Staatsoper w Berlinie, Palais des Congres i Champs Elysees w Paryżu, Semperoper w Dreźnie, National Opera i Amfiteatr pod Akropolem w Atenach, a także w miastach, takich jak Jerozolima, Londyn, Bruksela, Helsinki, Haga, Amsterdam czy Wilno. Brał udział w światowych realizacjach Halki St. Moniuszki w reż. Marii Fołtyn w Brazylii i Japonii, a także otwarciu opery w Daegu (1992), drugiego (po Seulu) teatru operowego w Korei – w spektaklu Traviaty G. Verdiego – obok Izabelli Kłosińskiej, w reż. Marka Grzesińskiego.
W 1990 został uhonorowany nagrodą Ministra Spraw Zagranicznych RP za „wybitne zasługi dla polskiej kultury”, a w 2021 został odznaczony przez Ministra Kultury Srebrnym Medalem „Zasłużony Kulturze – Gloria Artis”, a w 2021 Złotym Medalem "Zasłużony Kulturze - Gloria Artis", stanowiącym najwyższe odznaczenie w polskiej kulturze.
W 2022 roku Prezydent RP odznaczył Wiesława Bednarka jednym z najwyższych polskich odznaczeń - Orderem Polonia Restituta - Krzyżem Kawalerskim Odrodzenia Polski, a w tym samym roku, Marszałek Województwa Mazowieckiego Adam Struzik przyznał mu honorowy medal Pro Masovia za przyczynienie się do rozwoju kulturalnego Mazowsza.
Za koncertową działalność charytatywną został odznaczony Odznaką Honorową PCK (2011) oraz Medalem „Za zasługi dla Związku Kombatantów Rzeczypospolitej Polskiej i Byłych Więźniów Politycznych” (2015). 
Na początku 2011 roku nagrał płytę z romansami rosyjskimi, będącą integralną częścią jego pracy habilitacyjnej Romans rosyjski – moja fascynacja, która również wydana została w formie książkowej.
Rodzinne miasto nagrodziło go Honorowym Tytułem Zduńskowolanina Roku 2001 oraz mianowało Ambasadorem Kultury Zduńskiej Woli – 2016.
Podczas XVIII edycji Festiwalu Operowo-Operetkowego w Ciechocinku w 2015 obchodził 40-lecie pracy artystycznej. Jubileusz został powtórzony w Filharmonii Słupskiej.
W roku akademickim 2012/2013 został profesorem nadzwyczajnym Akademii Muzycznej w Bydgoszczy, obejmując tam klasę śpiewu na Wydziale Wokalno-Aktorskim, a w roku 2016/2017 został nominowany na stanowisko Kierownika Katedry Wokalistyki, którą to funkcję sprawował do 2019 roku, kiedy to ze względu na stan zdrowia był zmuszony ograniczyć pracę zawodową, kontynuując jednak działalność pedagogiczną i pracę akademicką aż do 2022 roku.
Na początku 2017 Prezydent Rzeczypospolitej Polskiej nadał mu tytuł profesora sztuk muzycznych.

## Spektakle operowe
Teatr Wielki w Warszawie
- 1978: Edyp jako Forbas (reż. Jean Rinzescu)
- 1979: Awantura w Recco jako Rajca II (reż. Kazimierz Dejmek)
- 1982: Inge Bartsch jako Fink (reż. Henryk Czyż)
- 1983: Borys Godunow jako Andrzej Szczełkałow (reż. Marek Grzesiński)
- 1984: Poławiacze pereł jako Zurga (reż. Raymond Rossius)
- 1983: Łucja z Lammermooru jako Lord Ashton (reż. M. Grzesiński)
- 1984: Turandot jako Mandaryn (reż. M. Grzesiński)
- 1985: Jadwiga, królowa Polski jako Jagiełło (reż. Maria Fołtyn)
- 1985: Fidelio jako Don Pizarro (reż. M. Grzesiński)
- 1985: Makbet jako Macbeth (reż. M. Grzesiński)
- 1986: Złoty kogucik jako Książę Afron (reż. Laco Adamík)
- 1986: Włoszka w Algierze jako Taddeo (reż. Frank de Quell)
- 1986: Aida jako Amonastro (reż. M. Grzesiński)
- 1987: Traviata jako Georges Germont (reż. M. Grzesiński)
- 1987: Mistrz i Małgorzata jako Behemot (reż. M. Grzesiński)
- 1987: Bramy raju jako Anioł Roberta (reż. M. Grzesiński)
- 1988: Czarna maska jako Lowel Perl (reż. Albert Lheureux)
- 1989: Kniaź Igor jako Kniaź Igor (reż. L. Adamik)
- 1991: Kserkses jako Elviro (reż. Gunter Konemann)
- 1992: Nabucco jako Nabucco (reż. M. Grzesiński)
- 1992: Cyrulik sewilski jako Bartolo (reż. Jerome Savary)
- 1993: Parsifal jako Amfortas (reż. Klaus Wagner)

Teatr Wielki w Łodzi
- 1982: Don Pasquale jako Malatesta (reż. Lech Komarnicki)
- 1982: Fidelio jako Don Pizarro (reż. Wolfgang Weit)
- 1983: Eugeniusz Oniegin jako Oniegin (reż. Maciej Prus)
- 1983: Łucja z Lammermooru jako Lord Ashton (reż. Renzo Giacchieri)
- 1999: Makbet jako Makbet (reż. L. Adamik) – gościnnie
- 2006: Aida jako Amonasro (reż. M. Grzesiński) – gościnnie
- 2006: Łucja z Lammermooru jako Lord Henryk Ashton (reż. M. Szczucka, W. Stańczuk)
- 2006: Krakowiacy i Górale jako Bryndas (reż. Kazimierz Kowalski)
- 2006: Halka jako Stolnik (reż. K. Kowalski)
- 2007: Cyganeria jako Marceli (reż. L. Adamik)
- 2007: Cyrulik sewilski jako Doktor Bartolo (reż. Henryk Baranowski)
- 2008: Włoszka w Algierze jako Taddeo (reż. Michał Znaniecki)

Opera Śląska w Bytomiu
- 1983: Nabucco jako Nabucco (reż. Lech Hellwig-Górzyński) – gościnnie

Teatr Wielki – Opera Narodowa w Warszawie
- 1993: Skrzypek na dachu jako Abram; Żyd II (reż. Jerzy Gruza)
- 1994: Quo Vadis jako Apostoł Piotr (reż. Ryszard Peryt)
- 1994: Sylwester w operze, wieczór galowy jako Rigoletto (reż. Zbigniew Bogdański)
- 1995: Straszny dwór jako Maciej (reż. M. Grzesiński)
- 1995: Carmen jako Escamillo (reż. Lech Majewski)
- 1995: Halka jako Janusz (reż. M. Fołtyn)
- 1996: Traviata jako Markiz d'Obigny (reż. M. Grzesiński)
- 1999: Madame Butterfly jako Komisarz cesarski (reż. Mariusz Treliński)

Teatr Narodowy (Scena Operowa) w Warszawie
- 1996: Śpiewnik domowy (reż. M. Fołtyn)
- 1996: Turandot (wznowienie po raz 56) jako Mandaryn (reż. M. Grzesiński)
- 1997: Kawaler srebrnej róży jako Portier (reż. P.L. Pizzi)
- 1997, 1999: Rigoletto jako Rigoletto (reż. Gilbert Deflo)
- 1997: Simon Boccanegra jako Simon Boccanegra (reż. Pier Luigi Pier`Alli)
- 1998: Straszny dwór jako Miecznik; Maciej (reż. Andrzej Żuławski)
- 1998: Bal maskowy jako Hrabia Ancarstrom (reż. Waldemar Zawodziński)

Filharmonia Częstochowa
- 2000: Straszny dwór jako Maciej (reż. K. Kowalski)

Teatr Letni w Ciechocinku
- 2002: Hrabina (reż. K. Kowalski)

Teatr Letni w Ciechocinku
- 2008: Straszny dwór

## Nagrody i odznaczenia
- 1990: nagroda Ministra Spraw Zagranicznych RP za wybitne zasługi dla kultury polskiej za granicą
- 1997 Srebrny Krzyż Zasługi
- 2001 honorowy tytuł Człowieka Roku 2001 w Zduńskiej Woli
- 2012 Srebrny Medal Zasłużony Kulturze - Gloria Artis
- 2016 Ambasador Kultury Zduńskiej Woli
- 2021 Złoty Medal Zasłużony Kulturze - Gloria Artis
- 2022 Order Polonia Restituta - Krzyż Kawalerski Orderu Odrodzenia Polski
- 2022 Medal honorowy Pro Masovia